# 棕櫚扁蚜
棕櫚扁蚜（学名：Astegopteryx rhapidis）为扁蚜科刺額扁蚜屬下的一个种。